# Bart Biemans
Bart Biemans (Neerpelt, 14 marzo 1988) è un ex calciatore belga, di ruolo difensore.

## Carriera

### Club

#### Willem II
Inizia la sua carriera da professionista con gli olandesi del Willem II Tilburg. Esordisce il 7 febbraio 2009, sotto la guida dell'allenatore Andries Jonker, giocando da titolare nella partita di Eredivisie persa per 3-1 in casa dell'AZ Alkmaar. Gioca altre 8 partite consecutive, tutte da titolare, e conclude la stagione con 11 presenze.
Nella stagione 2009-2010 segna il suo primo gol nella partita persa per 2-1 contro lo Sparta Rotterdam all'Het Kasteel. Il 13 settembre realizza un altro gol, nella partita persa per 3-2 contro il Feyenoord. In campionato colleziona 33 presenze.
Nella stagione 2010-2011 gioca 24 partite e segna quattro reti, contro ADO Den Haag, PSV, Heerenveen e Roda JC. Il Willem II termina il campionato all'ultimo posto e retrocede in Eerste Divisie.

#### Roda JC
Nell'estate del 2011 Biemans passa al Roda JC, squadra della massima serie olandese allenata da Harm van Veldhoven. Esordisce con il club di Kerkrade il 6 agosto, in occasione della partita della prima giornata di campionato vinta per 2-1 contro il Groningen al Parkstad Limburg Stadion, entrando in campo al 46' al posto di Leon Broekhof. Il 27 agosto gioca per la prima volta da titolare nella partita persa 3-1 contro l'Utrecht al Galgenwaard Stadion.

### Nazionale
L'allenatore Jean-François De Sart fa esordire Biemans con la Nazionale Under-21 del Belgio il 12 agosto 2009 in un'amichevole giocata contro la Finlandia Under-21 e finita a reti inviolate.